# Кримський субсередземноморський лісовий комплекс
Кримський субсередземноморський лісовий комплекс — екорегіон, помірних мішаний лісів, на півдні Росії — Краснодарський край, та півдні України — Крим.

## Поширення
Екорегіон складається з двох прибережних анклавів на північному узбережжі Чорного моря;
один займає Південний берег Криму, проникаючи частково в гори, другий займає Чорноморське узбережжя Краснодарського краю, простягається на схід уздовж Північно-Західного схилу Кавказу.

## Опис
Клімат і флора екорегіону нагадують Середземномор'я, зі спекотним сухим літом і м'якою, дощовою зимою.

## Флора
На висотах нижче 400 метрів у лісах та маквісах переважають:
- дуб,
- Paliurus spina-christi,
- Pistacia lentiscus,
- Pyracantha
- склерофільні чагарники

Від 400 до 800 метрів переважають ліси з:
- Pinus brutia,
- Quercus pubescens,
- Carpinus orientalis,
- Fraxinus excelsior.

На висоті від 800 до 1300 метрів переважають ліси:
- Pinus sylvestris
- Fagus orientalis,
- ліси Juniperus

## Використання людиною
Тепле літо і м'яка зима цього регіону роблять його популярним курортом.
Міста і селища в екорегіону: Ялта, Алупка, Алушта, Новоросійськ тощо.
У подібних регіонах через унікальність клімату для відповідних широт можливе вирощування нетипових рослин — кипарисів, кедрів, секвой, пальм та інших рослин.
У Нікітському ботанічному саду також вирощуються південні декоративні культури, є спроби вирощування бананів і чаю.

## Заповідні території
3144 км², або 10 % екорегіону знаходиться в заповідних зонах. Ще 56 % — ліси, але поза захистом.